# Maison de la Vierge Marie
La Maison de la Vierge Marie (en turc Meryemana Evi, la « maison de la mère-Marie » ou Panaya Kapı du grec Panagia Pylê, la « porte de la Toute-Sainte ») est un sanctuaire chrétien et musulman sur la colline de Bülbül Dağ (« mont Rossignol ») près d'Éphèse, à sept kilomètres de Selçuk (aujourd'hui en Turquie).
Une tradition assyrienne jacobite raconte que Marie fut emmenée en ce lieu par Jean l'Évangéliste après la crucifixion du Christ, fuyant la persécution à Jérusalem. Jean lui fit construire une petite maison où Marie demeura jusqu'à son Assomption, ou Dormition selon les orthodoxes.
La confrontation des données de l'archéologie et de la tradition syriaque permettent d'établir que ce sanctuaire, en fait une église byzantine du XIIIe siècle, tient de la légende, ce qui ne l'empêche pas d'être devenu un lieu de pèlerinage et de tourisme important.

## Historique
Anne Catherine Emmerich aurait eu une vision de Marie dans sa maison sans jamais avoir visité le lieu, dont la description est publiée en 1852 par le poète romantique Clemens Brentano dans  La vie de la Vierge Marie  :
« Marie vécut environ trois ans à Sion, trois ans à Béthanie et neuf ans à Éphèse. Cependant, la Sainte Vierge ne demeurait pas à Éphèse même ; sa maison était située à trois lieues et demie de là, sur une montagne qu’on voyait à gauche en venant de Jérusalem, et qui s’abaissait en pente douce vers la ville. […] Derrière la maison de Marie, la seule qui fût en pierre, la montagne n’offrait, jusqu’au sommet, qu’une masse de rochers d’où l’on apercevait, par-delà les allées d’arbres, la ville d’Éphèse et la mer avec ses îles nombreuses ».
Après des recherches archéologiques à la fin du XIXe siècle, le site est devenu un centre de pèlerinage local impulsé par des missionnaires catholiques français de Smyrne, Joseph Descuffi, archevêque d’Izmir, et Louis Massignon. En 1896, l'Église catholique décrète officiellement que la maison est un lieu saint pour les chrétiens mais sans la considérer comme le lieu de l’Assomption. En 1950, alors que le pape Pie XII proclame le dogme de l’Assomption de Marie, le gouvernement turc comprend l’intérêt touristique de ce lieu et ouvre une route, le site bénéficiant de la renommée du patrimoine archéologique de la région qui suscite un tourisme international. La chapelle actuelle résulte de travaux de restauration dont la dernière campagne est achevée en 1951, année de son inauguration officielle par l’État le 19 août 1951.

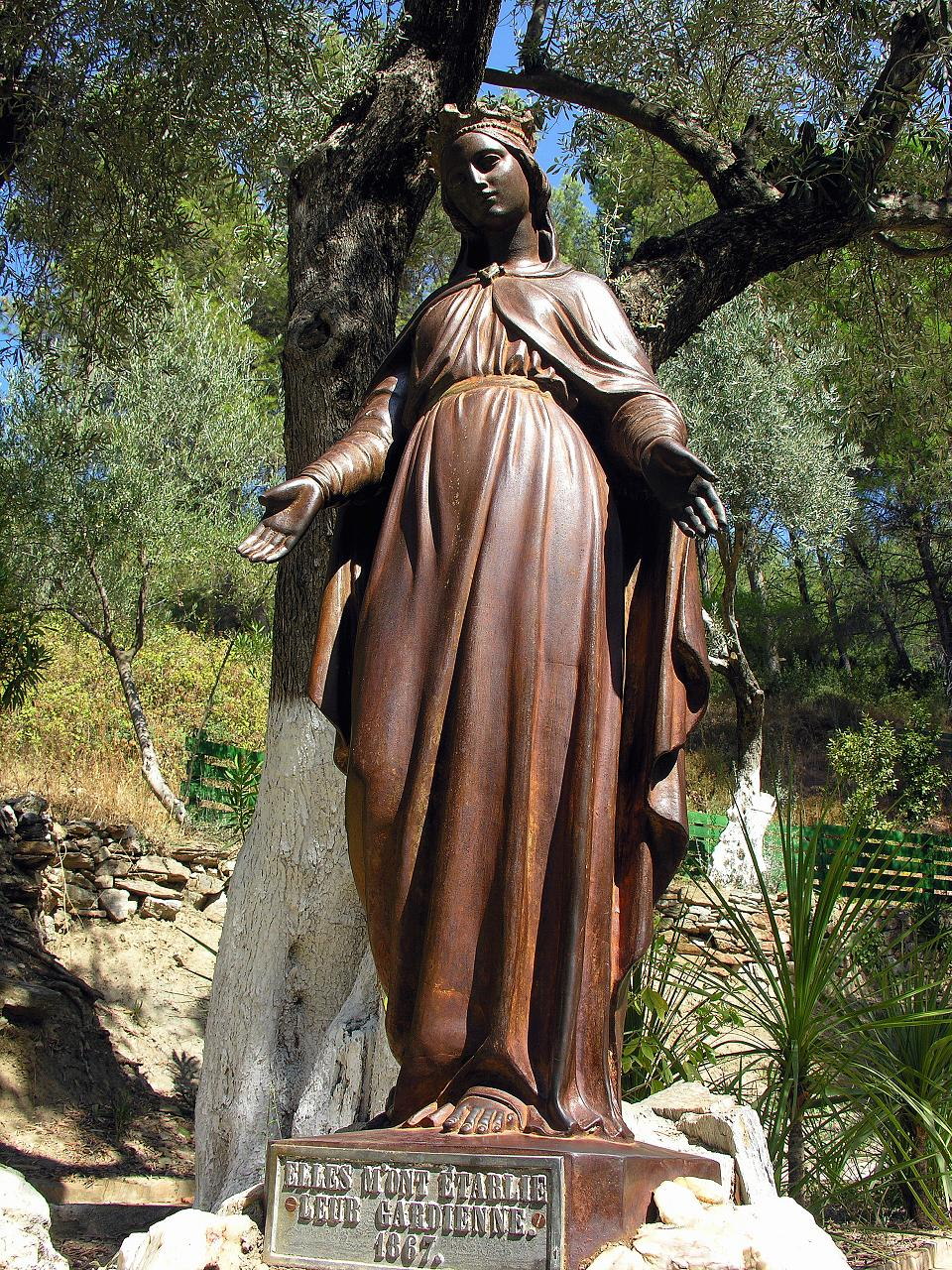
Statue de la Vierge Marie au bout du chemin des oliviers qui mène à sa Maison.

Le sanctuaire devient un lieu de pèlerinage annuel (pèlerins comme touristes, aussi bien chrétiens que musulmans dont le Coran honore la mère du prophète Jésus). Les musulmans sont rapidement plus nombreux mais cela ne déséquilibre pas pour autant l’identité chrétienne du sanctuaire, confirmée par plusieurs visites papales : Paul VI, lors de son voyage en Turquie afin de mieux expliciter sa pensée au sujet des relations entre les deux sièges primatiaux de Rome et de Constantinople, se rend dans ce sanctuaire le 26 juillet 1967 et accorde une indulgence plénière à tous les fidèles qui le visiteront. Jean-Paul II fait le pèlerinage vers Éphèse et ce lieu le 29 novembre 1979. Benoît XVI visite la maison de la Vierge le 29 novembre 2006. Quoique ces démarches n'aient aucune valeur dogmatique (notamment celle d'authentifier le sanctuaire), elles montrent l'importance religieuse de ce site dont le caractère international n'a fait que s’amplifier jusqu'à nos jours, l'affluence prenant parfois un caractère de masse : chaque année, près de 300 000 personnes visitent le sanctuaire pour des raisons fort différentes. Cette pratique religieuse traditionnelle et touristique qui faisait l'objet de patrimonialisation amorcée dans les périodes précédentes est pleinement opérée et se traduit désormais par l'hétérogénéité prononcée des visiteurs, croyants ou non.

## Architecture
Le narthex se prolonge par une nef sous une coupole de ciment et de pavés translucides. Au fond, la table de l'autel de marbre est placée une statue en fonte de la Vierge de Lourdes en bronze, récupérée dans un ravin en 1920 et sculptée selon le modèle de la Médaille Miraculeuse du couvent de la rue du Bac. À gauche de cet oratoire se trouvait un vestiaire ou un cellier, à droite, une pièce supposée être la chambre à coucher de la Sainte Vierge avec une couchette qui était fixée à la muraille par une planchette.
Un « mur des vœux » en contrebas de la chapelle est couvert de bouts de chiffons noués à une grille en métal et sur lesquels sont inscrits des vœux, coutume turque imitée par les touristes qui y attachent des morceaux de tissu, de papier, voire de plastique.
Une commémoration a lieu chaque année le 15 août, lors de la fête de l'Assomption.

## Archéologie
Le 18 octobre 1881, un prêtre français, l'abbé Julien Gouyet qui a eu l’idée d'aller à Éphèse pour vérifier l'exactitude des visions d'Emmerich, identifie un bâtiment en ruines appelé Panaya Kapı ou, en grec, Panagia Pylê, la « porte de la Toute-Sainte » qui correspondent selon une tradition orale de bergers orthodoxes à la maison de Marie. Mais son rapport ne recueille pas l'assentiment des autorités parisiennes et romaines.
En 1891, Sœur Marie de Mandat-Grancey, la Supérieure de l'Hôpital Français de Smyrne (appelée depuis Izmir) tenu par les Filles de la Charité, demande aux  P.P. Joulin et Jung, lazaristes du collège français de Smyrne, d'identifier à nouveau le site. Pourtant sceptiques, le 29 juillet ils redécouvrent la chapelle en ruines qui semble correspondre aux descriptions de la voyante. Sœur Marie de Mandat-Grancey parvient à racheter le terrain en 1892 et faire restaurer la chapelle pour y favoriser les pèlerinages, malgré le protectionnisme local des autorités ottomanes. Le terrain est finalement cédé à Meryem Ana Evi Derneghi, « association de la maison de la mère-Marie » gérée par des musulmans et chrétiens (communauté des religieux Capucins de Turquie) qui exploitent commercialement la visite du sanctuaire.
Archéologiquement, l'édifice en question est une petite église byzantine, datant probablement d'après le plan et la technique de construction, du XIIIe siècle. Bien qu'elle ait été construite au-dessus des vestiges d'un bâtiment plus ancien (une chapelle byzantine qui semble dater du Ve siècle), il n'existe aucune preuve archéologique que ce dernier ait pu remonter aux temps apostoliques. La tradition syrienne jacobite qui fait état du séjour de Marie dans cette maison ne remonte en effet pas avant le IXe siècle et vise probablement à légitimer le siège épiscopal d'Éphèse. D'ailleurs, des traditions concurrentes placent la mort de la Vierge dans le Sépulcre de Marie ou l'abbaye de la Dormition de Jérusalem.

## Galerie

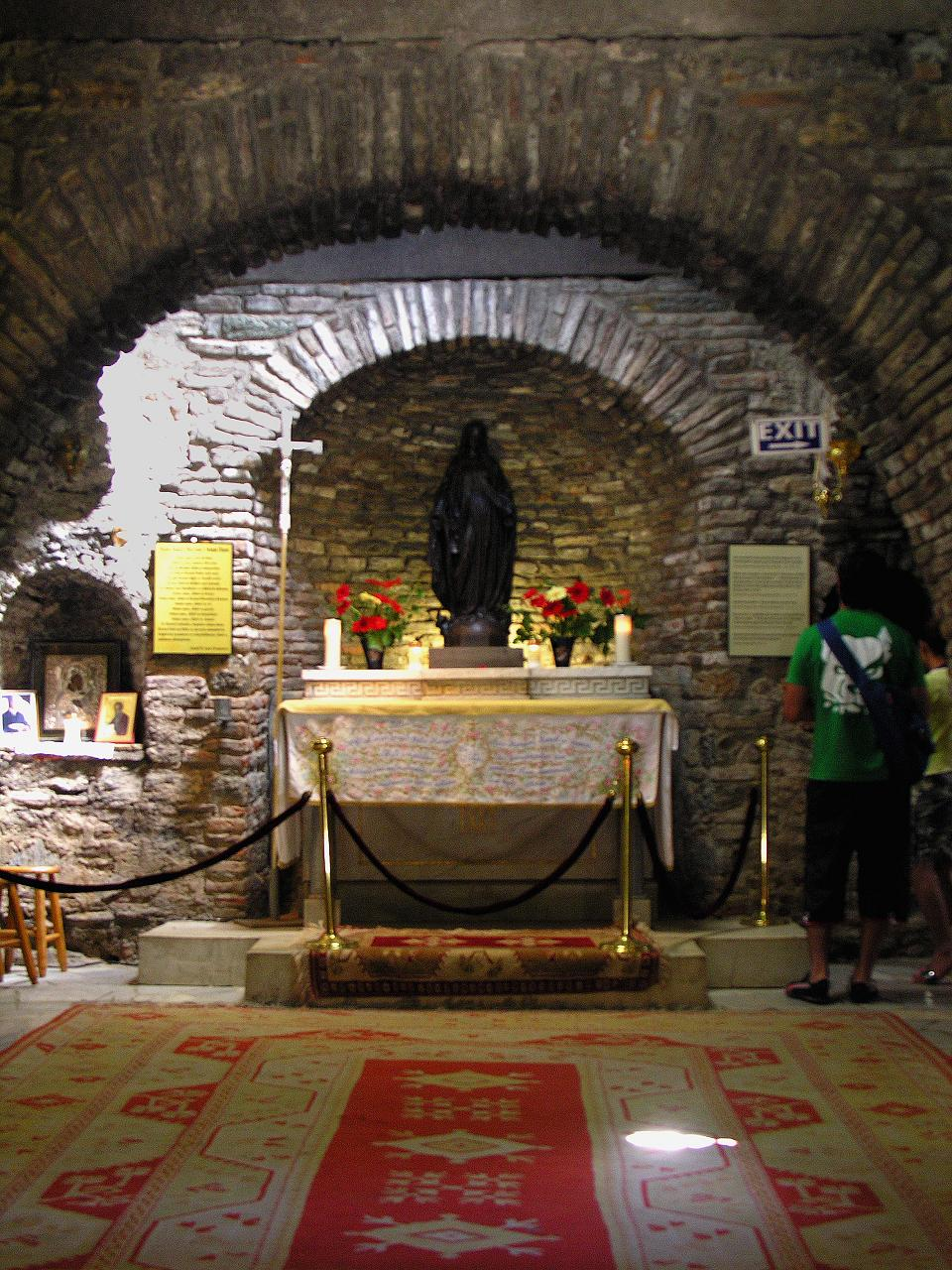
Autel à l'intérieur du sanctuaire.
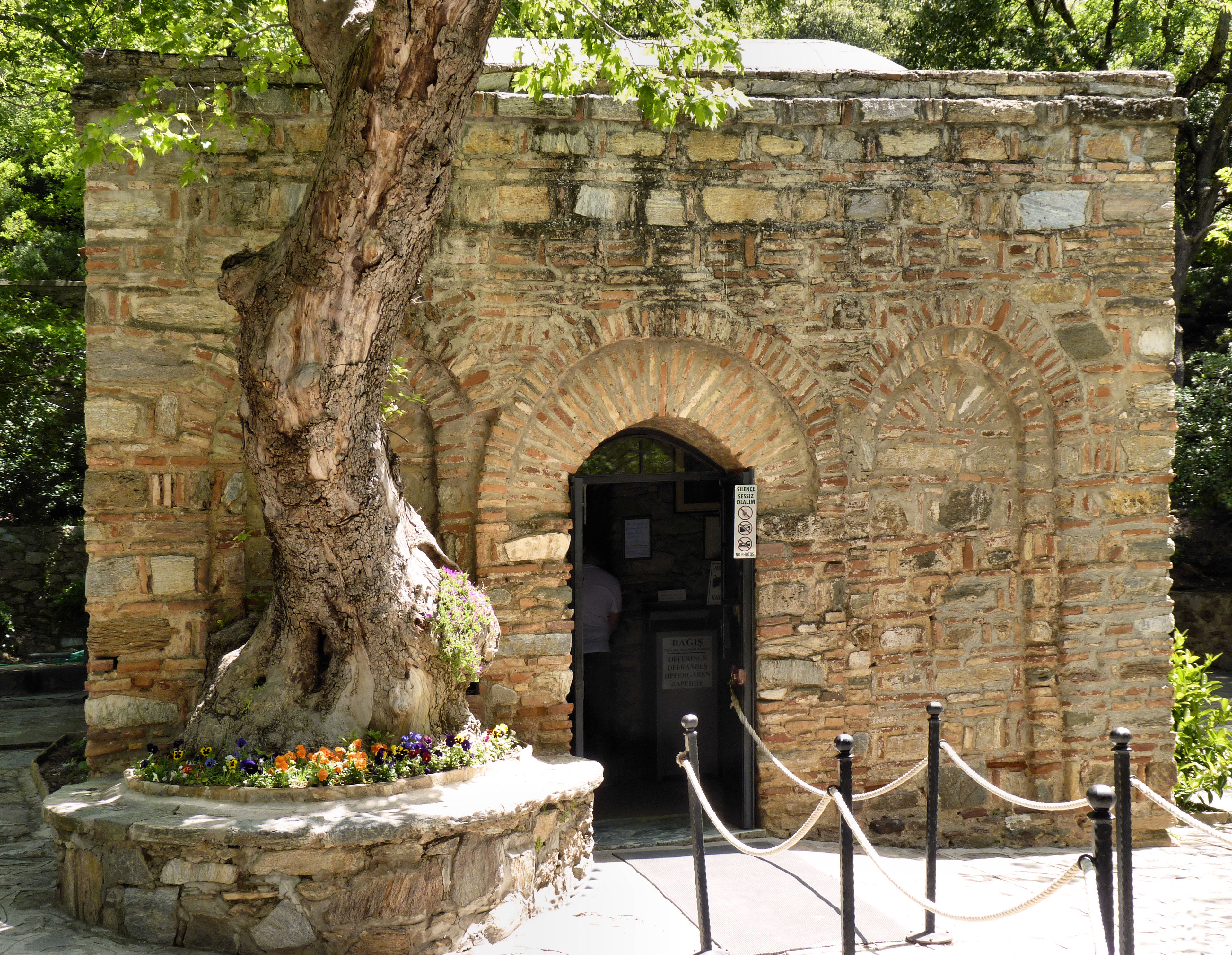
Accès au vestibule moderne de la chapelle par des poteaux de balisage qui jalonnent le flux des visiteurs.
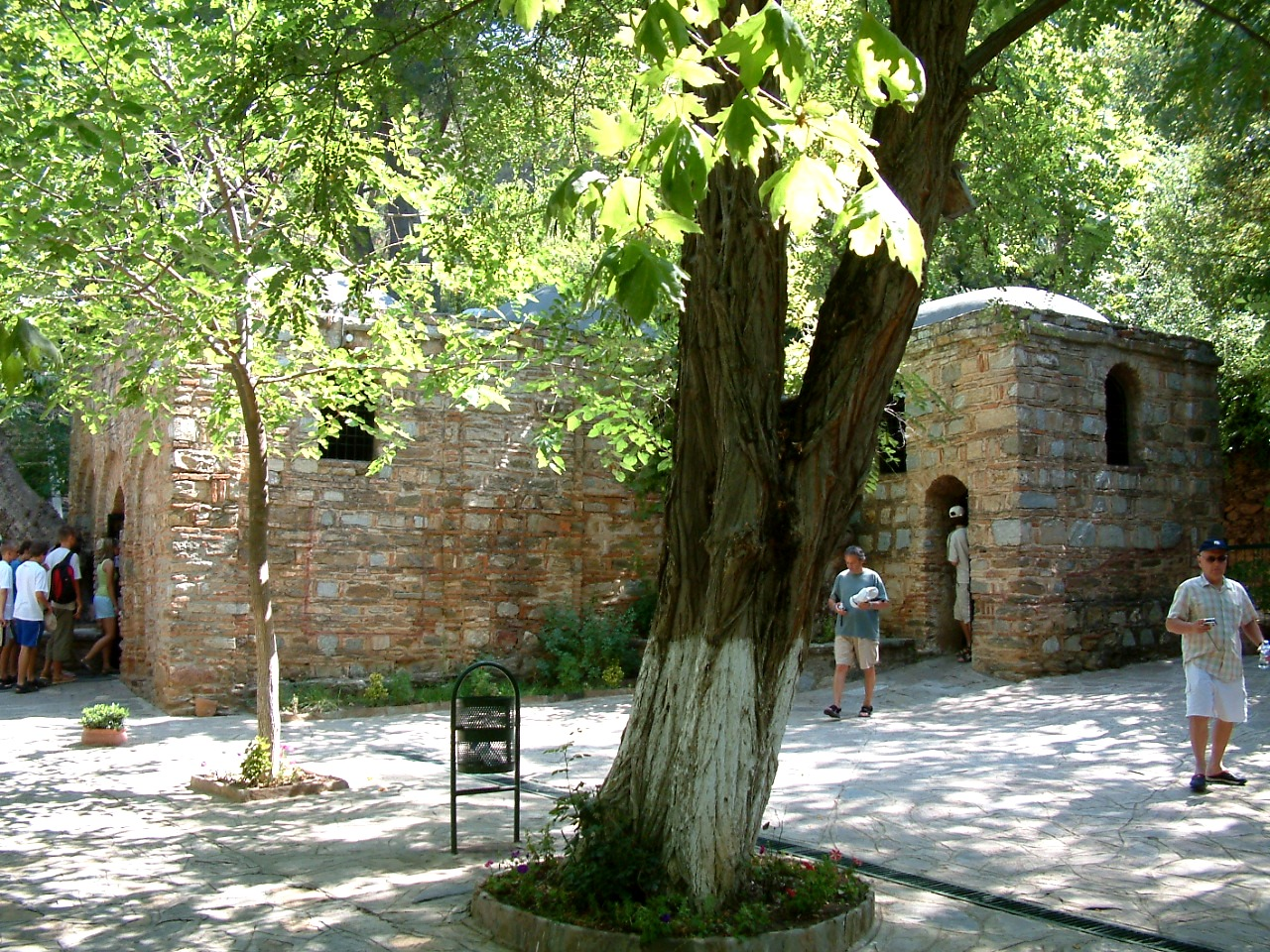
Chapelle : notez le liseré rouge brique séparant la partie restaurée des vestiges.
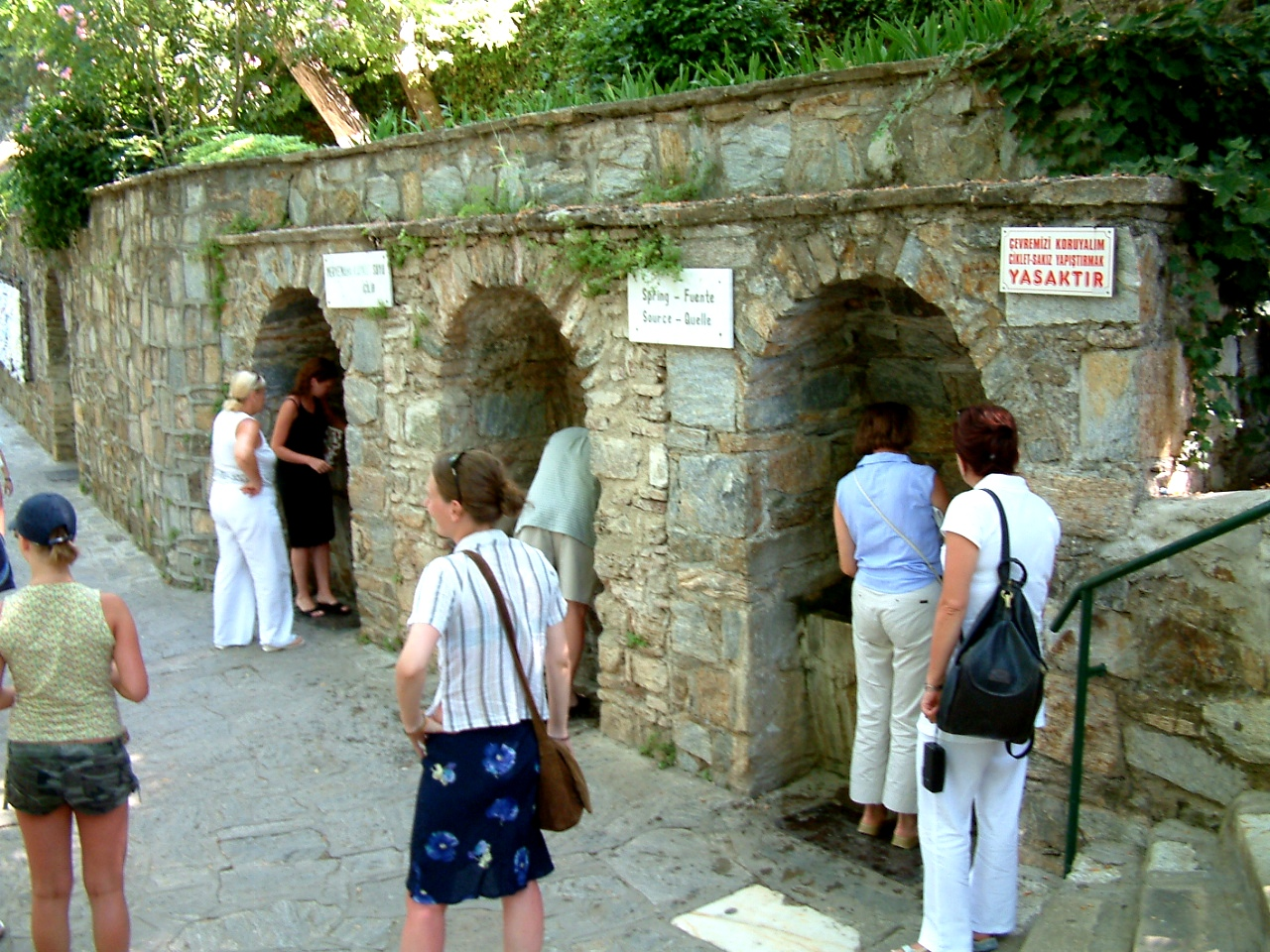
Trois fontaines adossées au sanctuaire. Issues de la source dite de Marie, elles ont des vertus supposées curatrices.
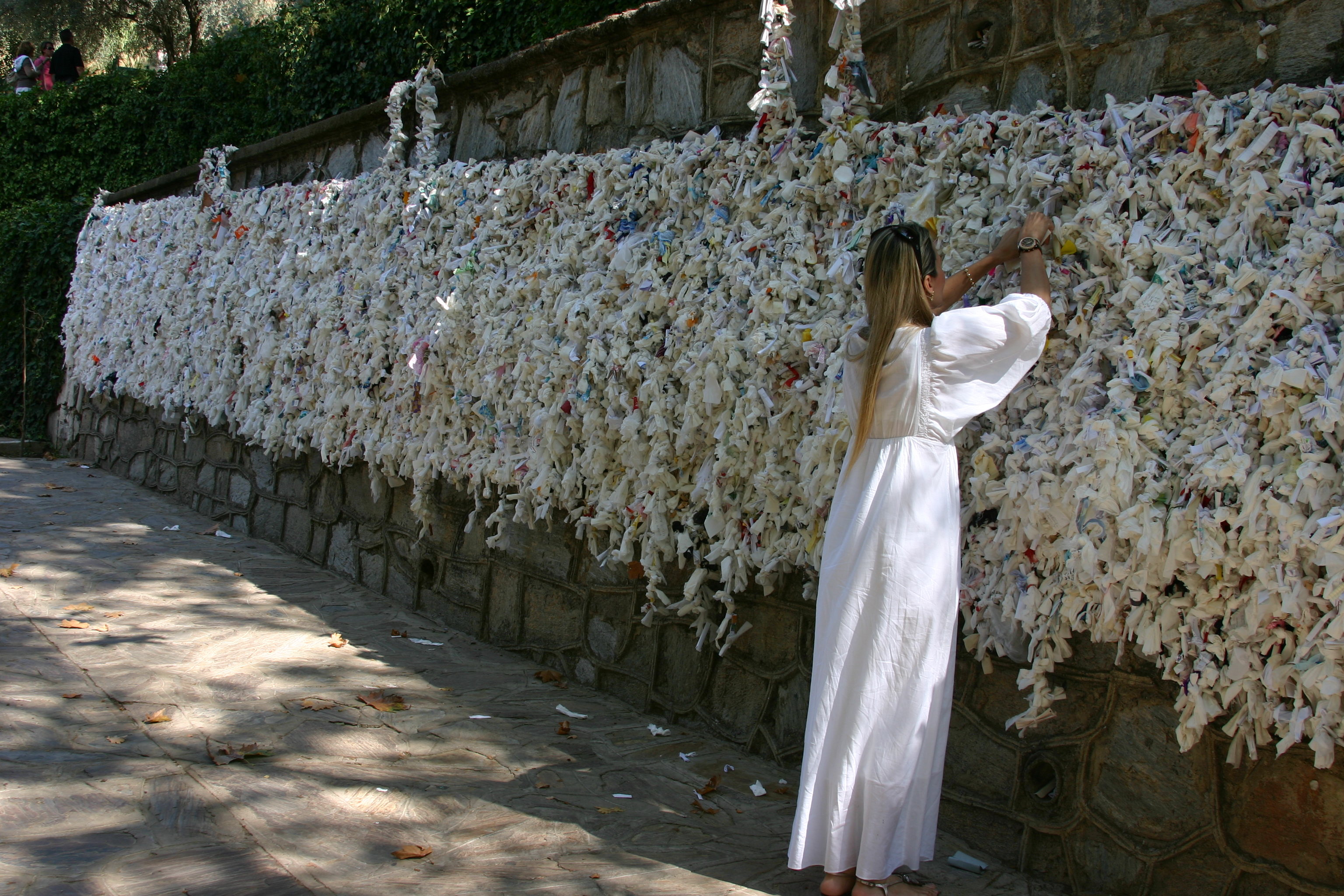
Mur de vœux.
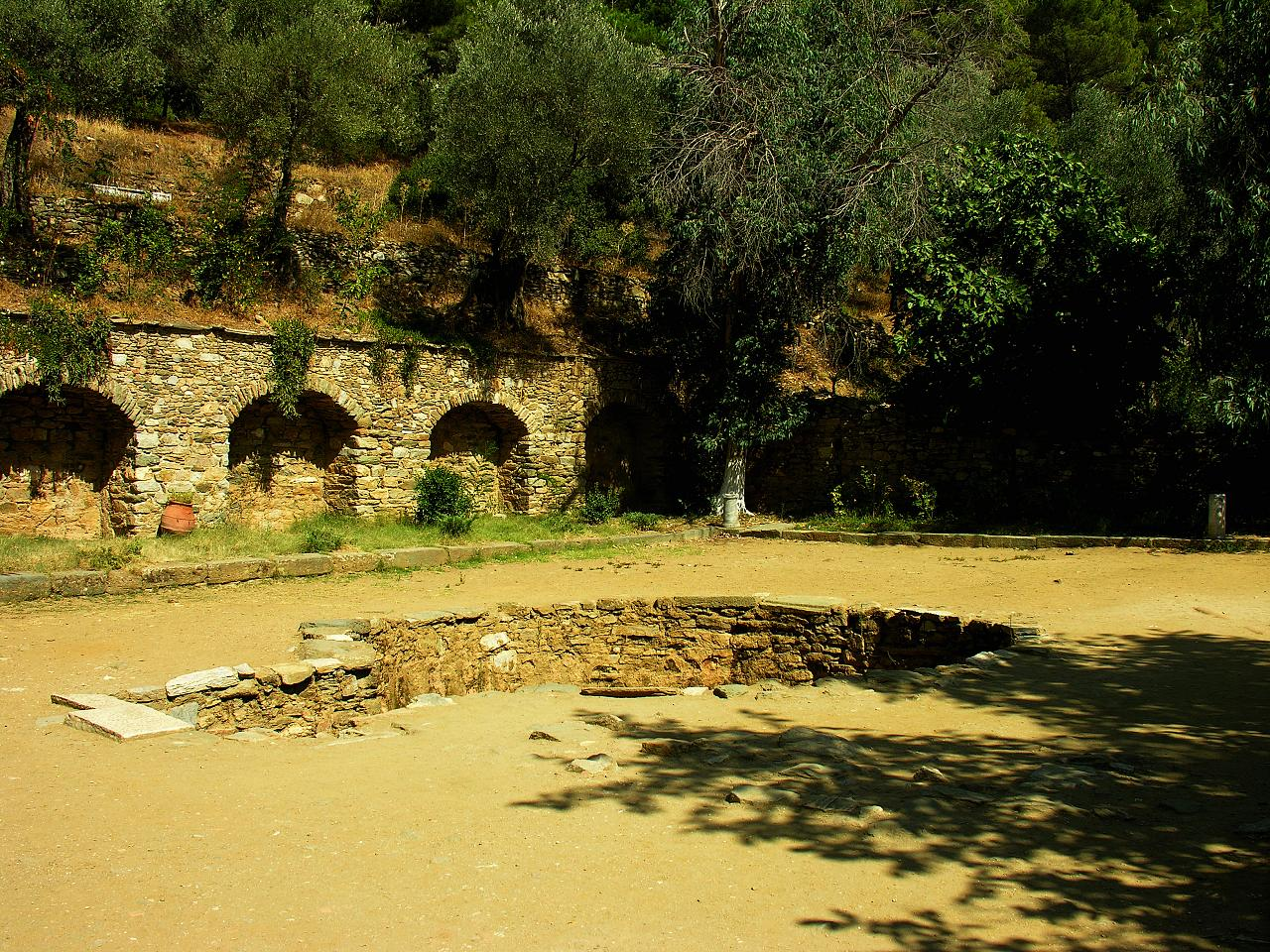
Excavation d'une citerne interprétée à tort comme une piscine baptismale.